# Dịch cơ thể

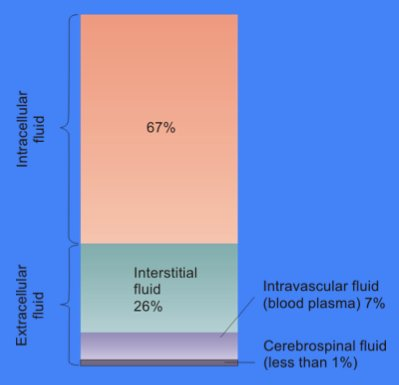
Khoang nội bào và ngoại bào. Khoang dịch ngoại bào được chia nhỏ hơn thành dịch kẽ và khoang dịch nội mạch.

Dịch cơ thể hoặc chất lỏng cơ thể  là chất lỏng trong cơ thể con người. Ở những người đàn ông trưởng thành khỏe mạnh, tổng lượng nước cơ thể chiếm khoảng 60% (60-67%) tổng trọng lượng cơ thể; nó thường thấp hơn một chút ở phụ nữ. Tỷ lệ chính xác của chất lỏng so với trọng lượng cơ thể tỷ lệ nghịch với tỷ lệ phần trăm mỡ cơ thể. Chẳng hạn, một người đàn ông nặng 70 kg (160 pound) có khoảng 42 (42-47) lít nước trong cơ thể. Tổng lượng nước được phân chia giữa ngăn chứa dịch nội bào (ICF) (còn gọi là không gian hoặc thể tích) và khoang dịch ngoại bào (ECF) theo tỷ lệ 2/1: 28 (28-32) lít là bên trong các tế bào và 14 (14-15) lít là các tế bào bên ngoài.
Khoang dịch ngoại bào được chia thành dịch kẽ - chất lỏng bên ngoài cả tế bào và mạch máu - và nội mạch (còn gọi là thể tích mạch máu và thể tích huyết tương) - chất lỏng bên trong mạch máu -theo tỷ lê 3/1: thể tích dịch kẽ khoảng 12 lít, thể tích dịch mạch máu khoảng 4 lít. Khoang dịch kẽ được chia thành khoang dịch bạch huyết - khoảng 2/3, hoặc 8 (6-10) lít; khoang dịch xuyên bào là 1/3 còn lại, hoặc khoảng 4 lít. Dịch máu được chia thành hai phần: tĩnh mạch và động mạch; và thể tích động mạch có một tiểu phần hữu ích về mặt khái niệm nhưng không thể đo lường được gọi là thể tích máu động mạch hiệu quả.

## Sức khỏe
Dịch cơ thể là thuật ngữ thường được sử dụng trong bối cảnh y tế và sức khỏe. Y học hiện đại, y tế công cộng và thực hành vệ sinh cá nhân coi chất lỏng cơ thể là có khả năng bị ô uế. Điều này là do chúng có thể là vectơ cho các bệnh truyền nhiễm, chẳng hạn như các bệnh lây truyền qua đường tình dục hoặc các bệnh lây truyền qua đường máu. Các biện pháp phòng ngừa phổ biến và thực hành tình dục an toàn hơn cố gắng tránh trao đổi chất lỏng cơ thể. Chất lỏng cơ thể có thể được phân tích trong phòng thí nghiệm y tế để tìm vi khuẩn, viêm, ung thư.